# بیلی هارپر (بازیکن فوتبال، زاده ۱۸۷۷)
بیلی هارپر (انگلیسی: Billy Harper؛ 1 December 1877 – ۱۹۴۷ (۶۹−۷۰ سال)) بازیکن فوتبال بود.